# Placogorgia indica
Placogorgia indica är en korallart som beskrevs av Thomson och Henderson 1906. Placogorgia indica ingår i släktet Placogorgia och familjen Plexauridae. Inga underarter finns listade i Catalogue of Life.